# Siegfried Kapper
Siegfried Kapper, född den 21 mars 1821 i närheten av Prag, död den 7 juni 1879 i Pisa, var en österrikisk författare. 
Kapper, som hade judiska föräldrar, studerade medicin i Prag och Wien. Efter börjad läkarpraktik företog han upprepade resor i de sydslaviska länderna, beskrivna i Südslavische Wanderungen (1851), och gjorde sig nära förtrogen i synnerhet med Serbiens folkliv, språk och litteratur. Som frukter av dessa studier utgav han en episk dikt, Fürst Lazar (1851), Gesänge der Serben (serbisk folkpoesi i tysk översättning; 2 band, 1852; utdrag ur denna samling i Laboulayes "L'Allemagne et les pays slaves") samt Serbische Nationalpoesie (2 band, 1871). Han var sedan 1854 bosatt i Böhmen och utgav ett par topografiska arbeten rörande detta land. Redan 1846 utkom på tjeckiska hans Ceské listy ("Tjeckiska blad"). Kapper skrev för övrigt romaner och en historisk-politisk studie: Christen und Türken (1854), översatte Königinhof- och Grünberghandskrifterna (1859) samt utgav en samling dikter (Gusle, 1874).